# Milovice u Hořic
Milovice u Hořic là một làng thuộc huyện Jičín, vùng Královéhradecký, Cộng hòa Séc.